# Таргум Шени
«Таргу́м Шени́» (ивр. תַרְגוּם שֵׁנִי‎ букв. — «второй перевод») — интерпретация книги Эсфирь на арамейском языке (лишь 75 стихов книги переведены дословно), значительно расширенная аггадическими и гомилетическими мидрашами.

## Датировка
Относительно датировки книги среди исследователей существуют разногласия; наиболее вероятная дата — конец VII — начало VIII веков.